# 현대엔지니어링
현대엔지니어링은 1974년 설립되어 대한민국에 본사를 둔, 현대자동차그룹에 소속된 화공, 전력, 건축, 주택, 인프라·환경, 자산관리 사업을 수행하는 종합건설기업이다. 국토교통부가 공시한 2023년 토목건축공사업 시공능력평가금액이 9조 7,360억 원으로 시공능력평가순위 4위를 기록했다.

## 연혁
- 1974년 : 현대종합기술개발 설립
- 1980년 : 한라엔지니어링 흡수합병
- 1982년 : 현대엔지니어링 상호변경
- 1999년 : 현대건설과 합병
- 2001년 : 현대엔지니어링 분사
- 2011년 : 현대자동차그룹으로 편입
- 2014년 : 현대엠코 흡수합병

## 주요 계열사
- 현대건설
- 현대자동차
- 기아
- 현대모비스

## 본점 및 지점 현황
- 본점 : 서울특별시 종로구 율곡로 75 (계동)
- 계동지점 : 서울특별시 종로구 율곡로 75 (계동)
- 원서지점 : 서울특별시 종로구 창덕궁길 19 (원서동)
- 양재지점 : 서울특별시 서초구 헌릉로 12 (양재동)
- 여의도지점 : 서울특별시 영등포구 의사당대로 3 (여의도동)
- 안양지점 : 경기도 안양시 만안구 예술공원로 213 (석수동)
- 의왕지점 : 경기도 의왕시 철도박물관로 37 (삼동)

## 같이 보기
- 대한건설협회
- 해외건설협회
- 건설워커